# Randi
Andrei Ștefan Ropcea (n. 23 mai 1983, Pitești, România), cunoscut sub numele de scenă Randi, este un cântăreț și producător muzical român. Artistul a atins culmile celebrității alături de Marius Moga cu trupa Morandi, fiind unul dintre cei mai longevivi artiști de pe piața muzicală românească. De-a lungul anilor, Randi a acumulat o mulțime de premii naționale și internationale în calitate de solist al trupei.
Din 2005 până în prezent este membru al formației dance românești Morandi, alături de Marius Moga. Începând cu anul 2011, Randi a debutat în cariera solo și tot atunci el și-a deschis propria casă de discuri, Famous Production.

## Biografie
Andrei Ropcea s-a născut pe 23 mai 1983, în Pitești, România.
De mic era pasionat de muzică și a început să studieze muzica încă din școala generală. A absolvit liceul de arte «Dinu Lipatti», unde a studiat fortepiano.
În 2005, cariera lui Randi a luat un curs ascendent. Odată cu formarea proiectului Morandi, împreună cu Marius Moga, a lansat hituri care le-au adus succesul atât în România, cât și în alte țări din Europa. Proiectul a fost unul de succes, băieții obținând performanțe marcante:
- 8 single-uri pe locul 1 (în topuri locale și internaționale)
- 2 milioane de copii ale albumului de debut (Reverse) vândute
- 2 nominalizări la MTV Europe Music Awards pentru cel mai bun debut (în 2005 și 2006)
- Piesa „Angels” a fost cel mai downloadat produs digital în Rusia și Ucraina.

A urmat o perioadă productivă în care băieții de la Morandi au lansat 3 albume în 3 ani: „Reverse” în 2005, „Mind Fields” în 2006 și „N3XT” în 2007. Formația s-a bucurat de popularitate în peste 20 de țări datorită unor hituri ca "Beijo", "Falling Asleep", "Angels", "Save Me" sau "Colors". Au concertat mult în Europa de Est și au primit numeroase premii:
- Best Song @ MTV Romania Music Awards 2006
- Best Video @ MTV Romania Music Awards 2006
- Best Romanian Act @ MTV Europe Music Award 2008
- Best International Act @ Eska Music Awards 2008
- Best International Hit Polonia @ Eska Music Awards 2009
- Best International Song @ Musiq1 Music Awards 2009
- Triple Platinum Disc în Rusia pentru albumul N3XT

În 2014 Randi s-a lansat solo, cu piesa „Prietena ta”, care a devenit rapid no. 1 în majoritatea topurilor muzicale. Au urmat piese de succes precum Până vara viitoare, Visător, Dansăm sau Ochii ăia verzi, cumulând un total de peste 400 de milioane de vizualizări pe YouTube cu piesele sale.
Randi a câștigat numeroase premii și pe parcursul carierei solo, precum Viral Music Video by IceeFest & Cat Music („Prietena ta”), Best YouTube @MediaMusic Awards (Ochii ăia verzi) sau Premiul pentru excelență în muzică (Romanian Fashion Awards 2017
Înafară de cariera solo proprie, Randi este compozitor și textier, iar de-a lungul carierei a compus nenumărate piese pentru artiști români dar și internaționali. Piesele compuse de el pentru artiști precum Delia, Loredana, Jo, Corina sau Pitbull ajung constant în topuri atât pe radio și TV, cât și în online, pe YouTube. 

## Discografie

### CuMorandi

#### Albume
- Reverse (2005)
- Mind Fields (2006)
- N3XT (2007)

#### Single-uri
| An                         | Titlu                                  | Poziția maximă | Poziția maximă | Poziția maximă | Poziția maximă | Poziția maximă | Poziția maximă | Poziția maximă | Poziția maximă | Album       |
| An                         | Titlu                                  | ROM            | CZE            | EUR            | MAC            | POL            | RUS            | SVK            | UKR            | Album       |
| -------------------------- | -------------------------------------- | -------------- | -------------- | -------------- | -------------- | -------------- | -------------- | -------------- | -------------- | ----------- |
| 2005                       | „Love Me”                              | 2              | -              | -              | -              | -              | -              | -              | -              | Reverse     |
| 2005                       | „Beijo”                                | 1              | -              | -              | -              | -              | 212            | 54             | -              | Reverse     |
| 2006                       | „Falling Asleep”                       | 1              | -              | 142            | -              | -              | -              | -              | -              | Mind Fields |
| 2006                       | „A La Lujeba”                          | 1              | -              | -              | -              | -              | -              | -              | -              | Mind Fields |
| 2006                       | „Oh La La” (vers. engleză pt. „Beijo”) | -              | -              | -              | -              | -              | -              | -              | -              | Single only |
| 2007                       | „Afrika”                               | 2              | -              | 108            | -              | -              | 105            | -              | -              | N3XT        |
| 2007                       | „Angels”                               | 1              | 1              | 43             | 3              | 3              | 1              | 1              | 1              | N3XT        |
| 2008                       | „Save Me” (feat. Helene)               | 3              | 1              | 68             | 1              | 5              | 3              | 13             | 5              | N3XT        |
| 2009                       | „Colors”                               | 9              | 4              | 120            | -              | 19             | 1              | 1              | -              | Zebra       |
| 2010                       | „Rock The World”                       | -              | -              | -              | -              | -              | -              | -              | -              | Single only |
| 2011                       | „Midnight Train”                       | -              | -              | -              | -              | -              | -              | -              | -              | Single only |
| 2011                       | „Serenada”                             | -              | -              | -              | -              | -              | -              | -              | -              | Single only |
| 2013                       | „Everytime We Touch”                   | -              | -              | -              | -              | -              | -              | -              | -              | Single only |
| 2014                       | „Living Without You”                   | -              | -              | -              | -              | -              | -              | -              | -              | Single only |
| 2014                       | „Summer in December” (feat. INNA)      | -              | -              | -              | -              | -              | -              | -              | -              | Single only |
| 2016                       | „Keep You Safe”                        | -              | -              | -              | -              | -              | -              | -              | -              | Single only |
| 2018                       | „Kalinka”                              | -              | -              | -              | -              | -              | -              | -              | -              | Single only |
| 2019                       | „Professional Liar”                    | -              | -              | -              | -              | -              | -              | -              | -              | Single only |
| Cântece clasate pe locul 1 | Cântece clasate pe locul 1             | 4              | 2              | 0              | 1              | 0              | 2              | 2              | 1              |             |
| Cântece clasate în top 10  | Cântece clasate în top 10              | 8              | 3              | 0              | 2              | 2              | 3              | 2              | 2              |             |

### Randi

#### Single-uri
- VIBEING (2005)
- Lento (2006)
- Moonlight (2012)
- Dreams (2012)
- They Gon Come (2012)
- Sip n Chill (2012)
- Let it be Official (2012)
- How Can I Survive (2012)
- Play Games (2012)
- Aint No Love (2012)
- Burnt It Up (2012)
- Til Death Do us part (2012)
- Free (2012)
- Freak You Down (2012)
- Coldest Winter (2012)
- I Dont Even Wonder (2012)
- Rock The Boat (2012)
- Let Em Know (2012)
- Real Goblin (2012)
- She Love Me (2012)
- On Me (2012)
- It Takes Two (2012)
- Anybody (2012)
- So Seductive (2012)
- What IT Be Like (2012)
- My Life (2012)
- Holdin On (2012)
- Be Back Soon (2012)
- Unrequited (2012)
- Butterfly (2012)
- Anybody (2012)
- It Takes Two (2013)
- Doar o fată feat. Mike Angelo (2013)
- Prietena ta (2014)
- Visător (2015)
- Până vara viitoare feat JO (2015)
- Dansăm (2015)
- Vagabondul vieții mele feat. UDDI (2016)
- Calc pe suflete (2016)
- Ca doi copii (Nebuni în dragoste) feat. JO & Nadir (2016)
- Spune tu (2016)
- Ochii ăia verzi (2016)
- Dacă pun mâna pe tine feat. Mario Moretti (2017)
- Mă întreabă inima feat JO (2017)
- Fana mea (2018)
- Ce te-aș mai (2018)
- Frumusețea care minte (2019)
- 2 Anonimi feat. RINA & SHIFT (2019)
- Umbrele (2019)
- Inimi (2019)
- Suflete în carantină (2020)
- Femeia care m-a învins (2020)
- De Vorbă Cu Mine feat. Connect-R (2020)
- Inima de Bărbat feat. Mario Morreti (2020)
- Prinț și Cerșetor (2021)
- Etajul Noi (2021)
- Frate feat. Nosfe (2021)
- Dincolo de Marte feat. Roxen (2021)
- Body Language feat. Faydee (2022)
- Letters You Won't Get (2022)
- Mai dansează feat. Petra (2022)
- Carina feat. Azteca (2022)
- Comete feat. Olivia Addams (2023)

| Titlu                              | Poziția maximă | Album |
| Titlu                              | ROM            | Album |
| ---------------------------------- | -------------- | ----- |
| „Prietena ta” (feat. UDDI & Nadir) | 2              | –     |
| Ochii ăia verzi                    | 1              |       |
| Până vara viitoare (feat. JO)      | 1              |       |